# Krásno nad Bečvou
Krásno nad Bečvou (moravsky Krasno; dříve Krásná) je část a jedno z katastrálních území města Valašského Meziříčí. Katastr Krásna nad Bečvou se téměř celý rozkládá na pravém (severním) břehu řeky Rožnovské Bečvy, ale mírně zasahuje i na její levý (jižní) břeh. Ve svých moderních hranicích zahrnuje Krásno nad Bečvou i zrušené katastrální území Valašské Meziříčí-Dolní Předměstí.

## Historie
První zmínka o Krásně pochází z roku 1299. Roku 1491 bylo Krásno povýšeno na město. V roce 1924 se tehdejší městys spojil s městem Valašské Meziříčí. V dobách komunistického režimu byla provedena úprava hranice katastru Krásna, při níž k němu bylo připojeno zrušené katastrální území Valašské Meziříčí Dolní Předměstí, které k bývalému městu Krásnu nad Bečvou nenáleželo.

## Obyvatelstvo
| 1869  | 1900  | 1930  | 1950  | 1970   | 1980   | 1991  | 2001  | 2004  |
| ----- | ----- | ----- | ----- | ------ | ------ | ----- | ----- | ----- |
| 1 992 | 2 328 | 2 753 | 3 725 | 10 711 | 10 358 | 8 282 | 7 979 | 7 956 |

## Památky
- Kostel svatého Jakuba Většího
- Památník osvobození na Helštýně

### Zámek Kinských

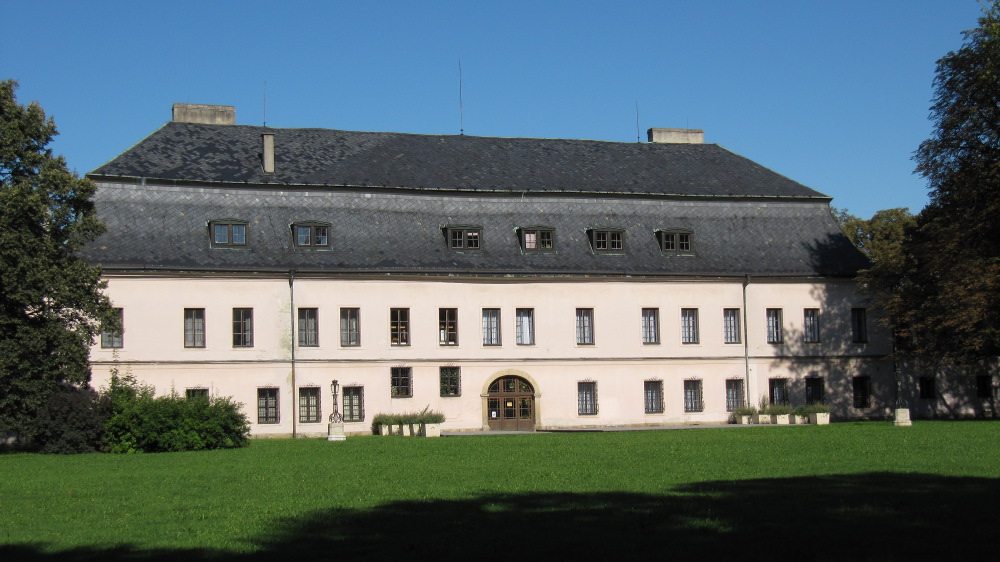
Zámek Kinských

Původně vznikl na místě barokní správní budovy rožnovsko-krásenského panství, která byla do poloviny 18. století dřevěná, v roce 1854, za majitele Eugena Kinského, byla přestavěna na panské sídlo. K zámku přiléhá rozsáhlý park s hodnotnými druhy dřevin, založených na přelomu 18. a 19. století.
Zámek Kinských byl v majetku rodů Kinských a Seilernů. Po roce 1945 se stal zámek majetkem státu a v letech 1948–1950 se do uvolněných místností zámku přestěhovalo valašskomeziříčské muzeum a sídlem muzea je dosud. V současnosti nese název Muzeum regionu Valašsko ve Vsetíně, muzeum Valašské Meziříčí. V letech 1974–1988 prošel zámek generální opravou.
Od roku 1988 byl zpřístupněn veřejnosti. Návštěvníci si zde mohou prohlédnout čtyři stálé muzejní expozice: Valašské Meziříčí v zrcadle dějin, Sklo a gobelíny, Nástropní obrazy ze zámku Lešná u Valašského Meziříčí a Kavárničku Antonína Duřpeka. V muzeu se také pořádají krátkodobé historické, výtvarné, etnografické či přírodovědné výstavy.

### Krásenská radnice
Někdejší krásenská radnice, je historickou památkou postavenou v roce 1580. V roce 1766 byla přestavěna v barokním stylu. Budova sloužila svému původnímu účelu až roku 1924, kdy bylo Krásno nad Bečvou sloučeno s Valašským Meziříčím. Radnice přežila jako jedna z mála krásenských historických budov období komunismu, kdy bylo nešetrnou výstavbou silnice zničeno celé náměstí a přilehlé budovy. Na místě někdejších historických architektonických skvostů, které přežily bezpočet válek, požárů, povodní a jiných katastrof, byly vystavěny paneláky. Dnes slouží budova jako městská knihovna.

## Průmysl
V Krásně sídlí masokombinát MP Krásno, a.s. (před rokem 2004 Masný průmysl – Krásno, spol. s r.o.), který patří mezi pět největších českých výrobců masa a masných výrobků. Ve svém areálu provozuje od roku 2015 i Muzeum řeznictví Valašské Meziříčí.

## Osobnosti
- Milan Borovička – fotograf
- Josef Brož – malíř a grafik
- Václav Hilský – architekt